# Кричинский, Ольгерд Константинович
Ольгерд Кричинский, Ольгерд Найман-Мирза-Кричинський (пол. Olgierd Najman-Mirza-Kryczyński; ок. 22 октября 1884 в Вильно — ок. 2 июня 1941 года в Смоленске) — польский общественный и политический деятель, участник крымскотатарского национального движения. Магистр права, прокурор окружного суда в Вильно, а с 1932 года прокурор Верховного суда в Варшаве, председатель культурно-образовательного объединения татар Польши. Брат известного татарского историка и журналиста Леона Кричинского.

## Биография
Ольгерд Найман-Мирза-Кричинский родился 22 октября 1884 года в Вильно, сын генерала Константина Ильича Кричинского и Марии (урожд. Ахматович). Получил юридическое образование в Санкт-Петербургском университете. После окончания университета в 1908 году вернулся на родину и поступил в Виленский окружной суд на должность кандидата на судебную должность. С 1910 по 1913 год служил в судебных органах Туркестана. В 1914—1918 годах товарищ (заместитель) прокурора Винницкого окружного суда. После развала центральной власти в России в конце Первой мировой войны, Кричинский отправился вместе с братом, Леоном, в Крым, где принимал активное участие в общественной жизни.
Про этот период в жизни общины польских татар в Крыму доктор Селим Хажбиевич писал: «Польские татары доминировали в политической и культурной жизни Крыма, и если бы государственную независимость Крыма удалось сохранить, возможно, это было бы государство организованное и управляемое польскими татарами»".
После захвата полуострова большевиками Ольгерд Найман-Мирза-Кричинский прибыл в Азербайджан. Постановлением правительства от 10 мая 1919 года Ольгерд Кричинский был утверждён в должности прокурора Азербайджанской судебной палаты. Позже, 7 июля был назначен товарищем (заместителем) министра юстиции Азербайджанской Республики. Весной 1920 года в составе делегации Азербайджана участвовал в работе конференции стран Южного Кавказа в Тифлисе. Был автором проекта Конфедерации Азербайджана, Грузии и Армении.
После создания СССР Кричинскому удалось вернуться в Польшу, где он принимал участие в культурной и общественной жизни польских татар. В 1925 году возглавил культурно-просветительное объединение польских татар (председатель центрального совета). Сотрудничал с журналом «Rocznik Tatarski». Профессионально связан с системой правосудия, служил прокурором Виленского окружного суда, в 1932 году был назначен прокурором Верховного суда Польши.
Был арестован советскими спецслужбами. Умер 2 июня 1941 в тюрьме в Смоленске